# Har Avner
Har Avner (hebrejsky: הר אבנר) je hora o nadmořské výšce 499 v severním Izraeli, v pohoří Gilboa.
Leží v jižní části pohoří Gilboa, cca 10 kilometrů jihozápadně od města Bejt Še'an a 1 kilometr jižně od vesnice Malkišua. Má podobu výrazného návrší se zalesněnou vrcholovou partií. Východním směrem terén prudce klesá, vesměs po odlesněných svazích, do zemědělsky využívaného Bejtše'anského údolí, kam odtud klesají také vádí Nachal Avner a Nachal Ner. Na jižní straně horu míjí vádí Nachal Bezek. Na severní straně u vesnice Malkišua stojí sousední vrchol Har Malkišua. Po západních svazích hory vede izraelská bezpečnostní bariéra, která od počátku 21. století odděluje přilehlý Západní břeh Jordánu, kde v blízkosti Har Avner leží palestinská vesnice al-Mughayyir.